# إس إس-يونكا شوليه باد تيتز
إس إس-يونكا شوليه باد تيتز كانت مدرسة إس إس-مدارس يونكر، وهي مؤسسة تدريب الضباط لفافن إس إس. تأسست المدرسة في عام 1937 وشيدتها ألويس ديغانو في بلدة باد تولز التي تقع على بعد حوالي 30 ميلًا جنوب ميونيخ وتم اختيار الموقع على ما يبدو لأنه يحتوي على روابط نقل جيدة وكان في موقع ملهم. كان القصد من تصميم وبناء المدرسة هو إقناع الموظفين والطلاب والزوار والمارة. يقع معسكر فرعي لمعسكر اعتقال داكاو في بلدة باد تولز، مما وفر عمالة لـ SS-Junkerschule وZentralbauleitung (مبنى الإدارة المركزية). عملت المدرسة حتى نهاية الحرب العالمية الثانية في عام 1945 وبعد الحرب تم استخدام الموقع كقاعدة للكتيبة الأولى للجيش الأمريكي، مجموعة القوات الخاصة العاشرة حتى عام 1991. 

## التاريخ المبكر
في عام 1934 ، بدأ الفرع المسلح من شوتزشتافل (SS) المعروف آنذاك باسم إس إس-فرفوغونغزتروبه (SS-VT)، في تجنيد الضباط في صفوفه. بحث الجيش الألماني وتراثه البروسي عن ضباط التربية الجيدة ، الذين تخرجوا على الأقل من المدرسة الثانوية. على النقيض من ذلك، قدم إس إس-فرفوغونغزتروبه للرجال فرصة ليصبحوا ضباطًا بغض النظر عن التعليم الذي تلقوه أو مكانتهم الاجتماعية. 

## منهاج دراسي

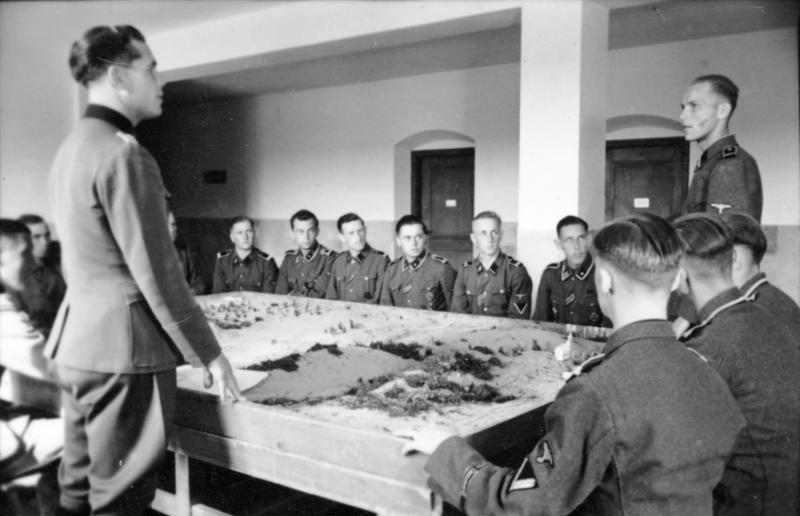
شارك طلاب في تمرين صفي عام 1942/1943

تراوح التعليم في المدرسة من اللعب بألعاب الحرب لدراسة كتاب هتلر كفاحي. كان العديد من الكاديت قد خدموا بالفعل في شباب هتلر وترعرعوا تحت آلة الدعاية النازية.  كانت الأيديولوجية النازية جزءًا مهمًا من المنهج. كان التلقين السياسي والأيديولوجي جزءًا من المنهج الدراسي لجميع طلاب قوات الأمن الخاصة، ولكن لم يكن هناك دمج في التعلم الأكاديمي والتعليم العسكري مثل ذلك الموجود في West Point في الولايات المتحدة.  وبدلاً من ذلك، تم التأكيد على تدريب الشخصية، مما يعني أن قادة / ضباط قوات الأمن الخاصة المستقبليين تم تشكيلهم فوق كل شيء من خلال النظرة والمواقف الاشتراكية الوطنية للعالم. كان الهدف الآخر للمدرسة هو إنتاج ضباط لديهم معرفة بالتكتيكات القتالية. أعطيت دروس في تكتيكات هجومية ، والتي بنيت على تكتيكات المحمول المقدمة للجيش الألماني في نهاية الحرب العالمية الأولى. 